# Genfi repülőtér
A Genfi repülőtér, közismert nevén Genf-Cointrin repülőtér (IATA: GVA, ICAO: LSGG) Svájc második legnépesebb városának, Genfnek a nemzetközi repülőtere. A városközponttól 4 km-re északnyugatra található.
A Swiss International Air Lines és az easyJet Switzerland bázisaként funkcionál. Bár a létesítmény teljes egészében svájci területen fekszik, északi határa a svájci-francia határ mentén húzódik, így a repülőtér mindkét országból megközelíthető. Részben Meyrin, részben Le Grand-Saconnex település területén található.

## Futópályák
A repülőtér futópályái:
- 04/22 (3900 m, 50 m, beton)

## Statisztikák

### Teljes utasforgalom évente
Az utasforgalom az elmúlt években az alábbi módon változott:
| Utasok száma | 65 716 | 1 473 182 | 5 150 596 | 6 346 465 | 7 509 932 | 9 962 987 | 11 880 397 | 15 772 081 | 17 826 513 | 17 796 333 |
|              | 1946   | 1965      | 1985      | 1998      | 2002      | 2006      | 2010       | 2015       | 2019       | 2024       |

### Útvonalak
|    | Város                                                                           | Induló és érkező utasok száma együttesen |
| -- | ------------------------------------------------------------------------------- | ---------------------------------------- |
| 1  | London (Heathrow, Gatwick, Luton, City, Stansted, Southend)                     | 2 469 786                                |
| 2  | Párizs (Orly, Charles de Gaulle)                                                | 1 052 447                                |
| 3  | Amszterdam                                                                      | 679 826                                  |
| 4  | Porto                                                                           | 676 489                                  |
| 5  | Barcelona                                                                       | 636 487                                  |
| 6  | Zürich                                                                          | 628 106                                  |
| 7  | Lisszabon                                                                       | 609 142                                  |
| 8  | Brüsszel                                                                        | 606 323                                  |
| 9  | Madrid                                                                          | 568 027                                  |
| 10 | Frankfurt                                                                       | 416 840                                  |
| 11 | Nizza                                                                           | 388 398                                  |
| 12 | Róma                                                                            | 341 148                                  |
| 13 | Isztambul (Atatürk, Sabiha Gökçen)                                              | 340 986                                  |
| 14 | Dubai                                                                           | 338 517                                  |
| 15 | München                                                                         | 295 912                                  |
| 16 | Bécs                                                                            | 291 549                                  |
| 17 | Manchester                                                                      | 271 382                                  |
| 18 | Moszkva (Seremetyjevói nemzetközi repülőtér, Domogyedovói nemzetközi repülőtér) | 248 495                                  |
| 19 | New York–JFK                                                                    | 224 447                                  |
| 20 | Bristol                                                                         | 213 841                                  |

## Légitársaságok és úticélok
| Légitársaság                  | Célállomások |
| ----------------------------- | --- |
| Aegean Airlines               | Athén |
| Aer Lingus                    | Dublin |
| airBaltic                     | Riga |
| Air Canada                    | Montréal–Trudeau |
| Air China                     | Peking |
| Air France                    | Párizs–Charles de Gaulle Szezonális: Paris–Orly |
| Air France Hop                | Szezonális: Biarritz, Brest, Caen, Marseille |
| Air Mauritius                 | Szezonális: Mauritius |
| AnadoluJet                    | Szezonális: Ankara, Antalya |
| Austrian Airlines             | Bécs |
| British Airways               | London–City, London–Heathrow Szezonális: London–Gatwick |
| Brüsszel Airlines             | Brüsszel |
| Delta Air Lines               | New York–JFK (2023 április 10-től) |
| easyJet                       | Agadir, Alicante, Amszterdam, Barcelona, Belgrád, Berlin, Birmingham, Bordeaux, Brindisi, Bristol, Brüsszel, Budapest, Catania, Koppenhága, Edinburgh, Enfidha, Funchal, Lille, Lisszabon, Liverpool, London–Gatwick, London–Luton, Madrid, Málaga, Manchester, Marrákes, Nantes, Nápoly, Nizza, Palermo, Palma de Mallorca, Párizs–Orly, Porto, Prága, Priština, Rennes, Róma, Santiago de Compostela, Sevilla, Szkopje, Stockholm–Arlanda, Tel-Aviv, Tenerife–South, Tirana, Toulouse, Velence Szezonális: Aberdeen, Ajaccio, Alghero, Antalya, Aqaba, Athén, Bastia, Belfast nemzetközi repülőtér, Bilbao, Bournemouth, Cagliari, Calvi, Haniá, Korfu, Dubrovnik, Faro, Figari, Fuerteventura, Glasgow, Gran Canaria, Heraklion, Hurghada, Ibiza, Izmir, Kosz, Lamezia Terme, La Rochelle, Málta, Menorca, Mikonosz, Newcastle upon Tyne (2022 december 10-től), Olbia, Póla, Szantorini, Sarm es-Sejk, Southampton, Split, Tivat, Valencia |
| EgyptAir                      | Kairó |
| El Al                         | Tel-Aviv |
| Emirates                      | Dubai–International |
| Ethiopian Airlines            | Addisz Abeba, Manchester |
| Etihad Airways                | Abu-Dzabi |
| Eurowings                     | Düsseldorf |
| Finnair                       | Helsinki |
| Flybe                         | Szezonális: Birmingham (2022 december 17-től) |
| Flyr                          | Szezonális: Oslo |
| Iberia                        | Madrid |
| Icelandair                    | Szezonális: Reykjavík–Keflavík |
| ITA Airways                   | Róma–Fiumicino |
| Jet2.com                      | Szezonális: Birmingham, Bristol, East Midlands, Edinburgh, Glasgow, Leeds/Bradford, London–Stansted, Manchester, Newcastle upon Tyne |
| KLM                           | Amszterdam |
| Kuwait Airways                | Kuwait City |
| L'Odyssey                     | Szezonális: Deauville, Dinard, Toulon |
| LOT                           | Varsó–Chopin |
| Lufthansa                     | Frankfurt, München |
| Luxair                        | Luxembourg |
| Middle East Airlines          | Bejrút |
| Norwegian                     | Oslo Szezonális: Koppenhága, Stockholm–Arlanda |
| Nouvelair                     | Szezonális: Tunisz |
| Pegasus Airlines              | Antalya, Isztambul–Sabiha Gökçen |
| PLAY                          | Szezonális: Reykjavík–Keflavík (2023 január 21-től) |
| Qatar Airways                 | Doha |
| Royal Air Maroc               | Casablanca, Marrákes |
| Royal Jordanian               | Amman–Queen Alia |
| Saudia                        | Jeddah, Rijád Szezonális: Medina |
| Scandinavian Airlines         | Koppenhága, Oslo, Stockholm–Arlanda |
| SunExpress                    | Szezonális: Antalya, Gaziantep (2023 június 26-tól), Kayseri (2023 június 21-től) |
| Swiss International Air Lines | Athén, Barcelona, Brüsszel, Koppenhága, Dublin, Firenze, Frankfurt, Lisszabon, London–City, London–Heathrow, Madrid, Málaga, Marrákes, New York–JFK, Nizza, Palma de Mallorca, Porto, Prága, Priština, Stockholm–Arlanda, Valencia, Zürich Szezonális: Ajaccio, Alicante, Antalya, Biarritz, Brindisi, Catania, Korfu, Cork, Dzserba, Dubrovnik, Faro, Funchal, Hamburg, Heraklion, Hurghada, Ibiza, Kalamata, Kefaloniá, Kosz, Lárnaka, London–Gatwick, Marsa Alam, Menorca, Mikonosz, Olbia, Oslo, Ponta Delgada, Póla, Rodosz, Számosz, Szantorini, Sarm es-Sejk, Split, Thessaloniki, Toulon, Zákinthosz |
| TAP Air Portugal              | Lisszabon Szezonális: Porto |
| Transavia                     | Nantes Szezonális: Rotterdam/The Hague |
| TUI Airways                   | Szezonális: Bristol, Dublin, London–Gatwick, Manchester, Newcastle upon Tyne |
| Tunisair                      | Tunisz Szezonális: Dzserba, Monasztir |
| Turkish Airlines              | Isztambul Szezonális: Izmir |
| United Airlines               | Newark, Washington–Dulles |
| Vueling                       | Barcelona Szezonális: Ibiza |
| Wizz Air                      | Bukarest, Szófia |

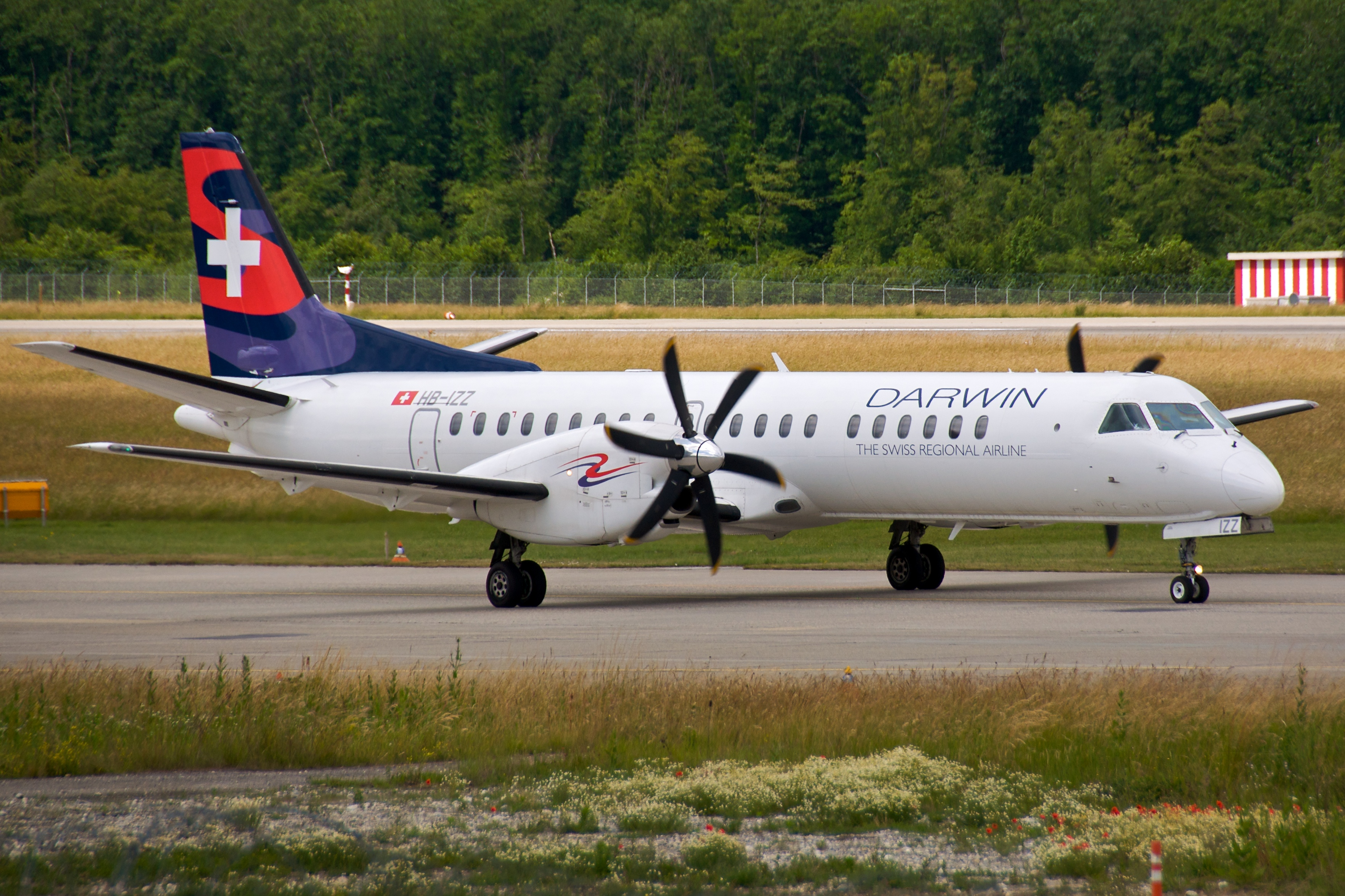
Saab 2000 (Darwin Airline)
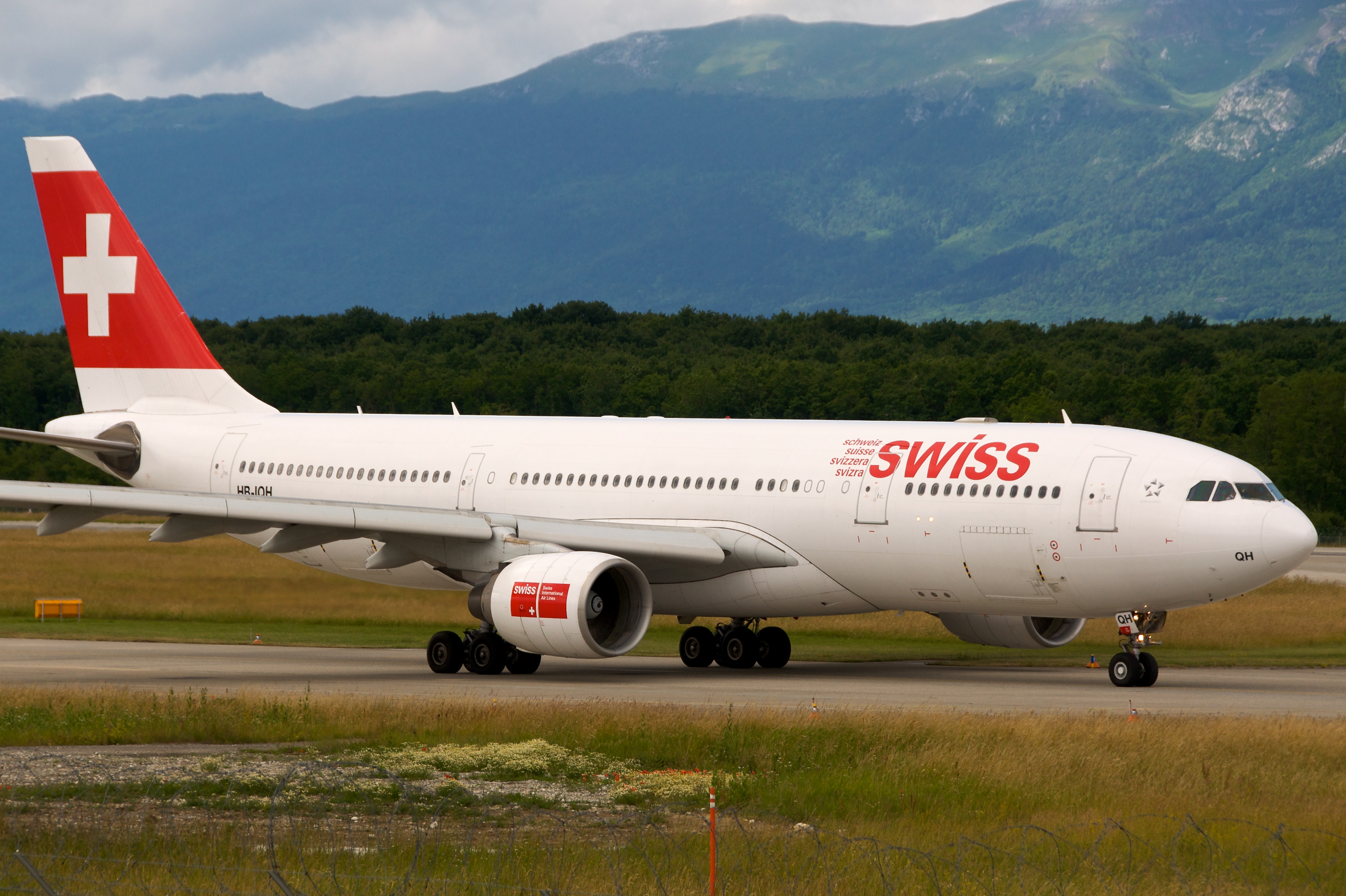
Airbus A330-200 (Swiss)
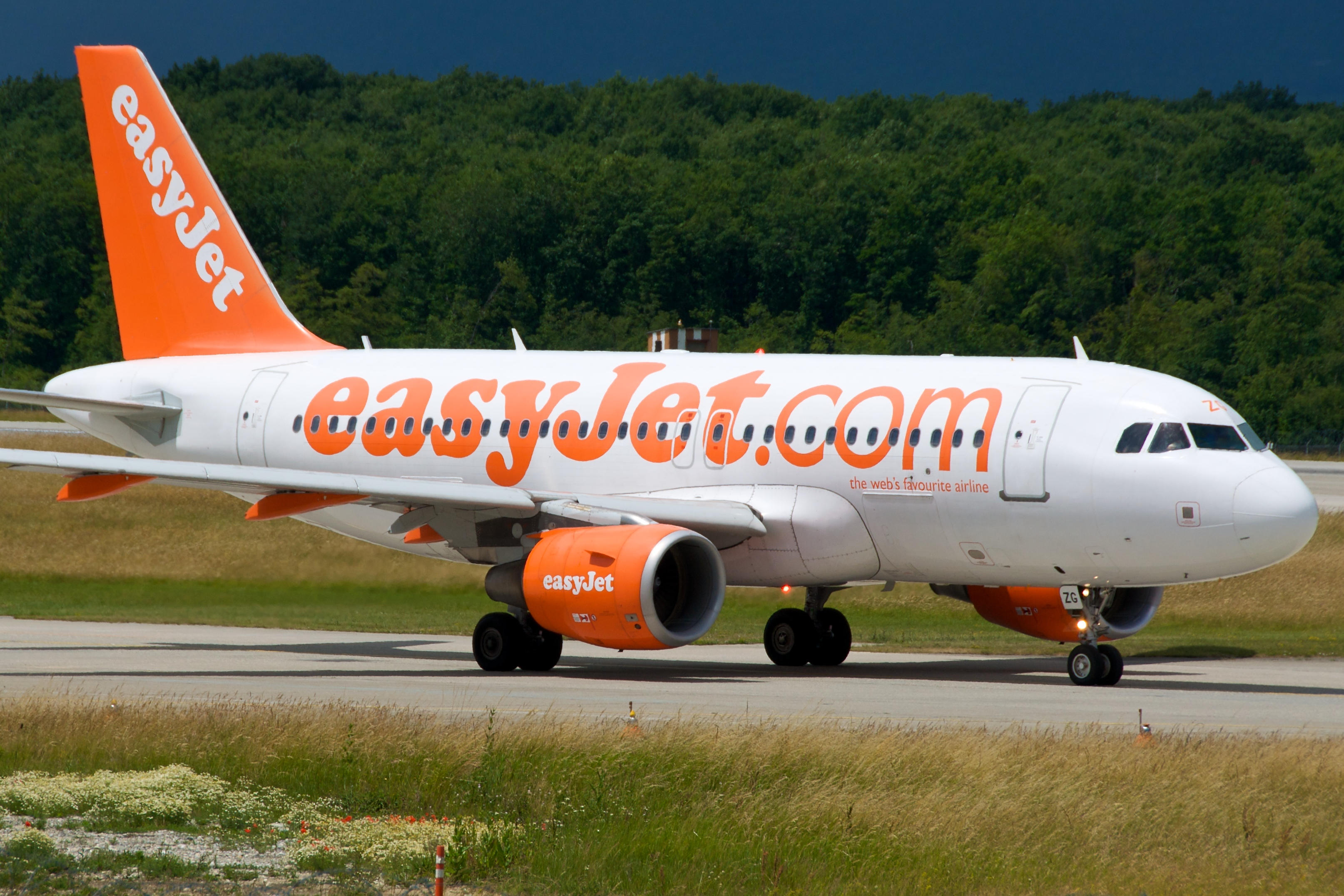
Airbus A319 (EasyJet)
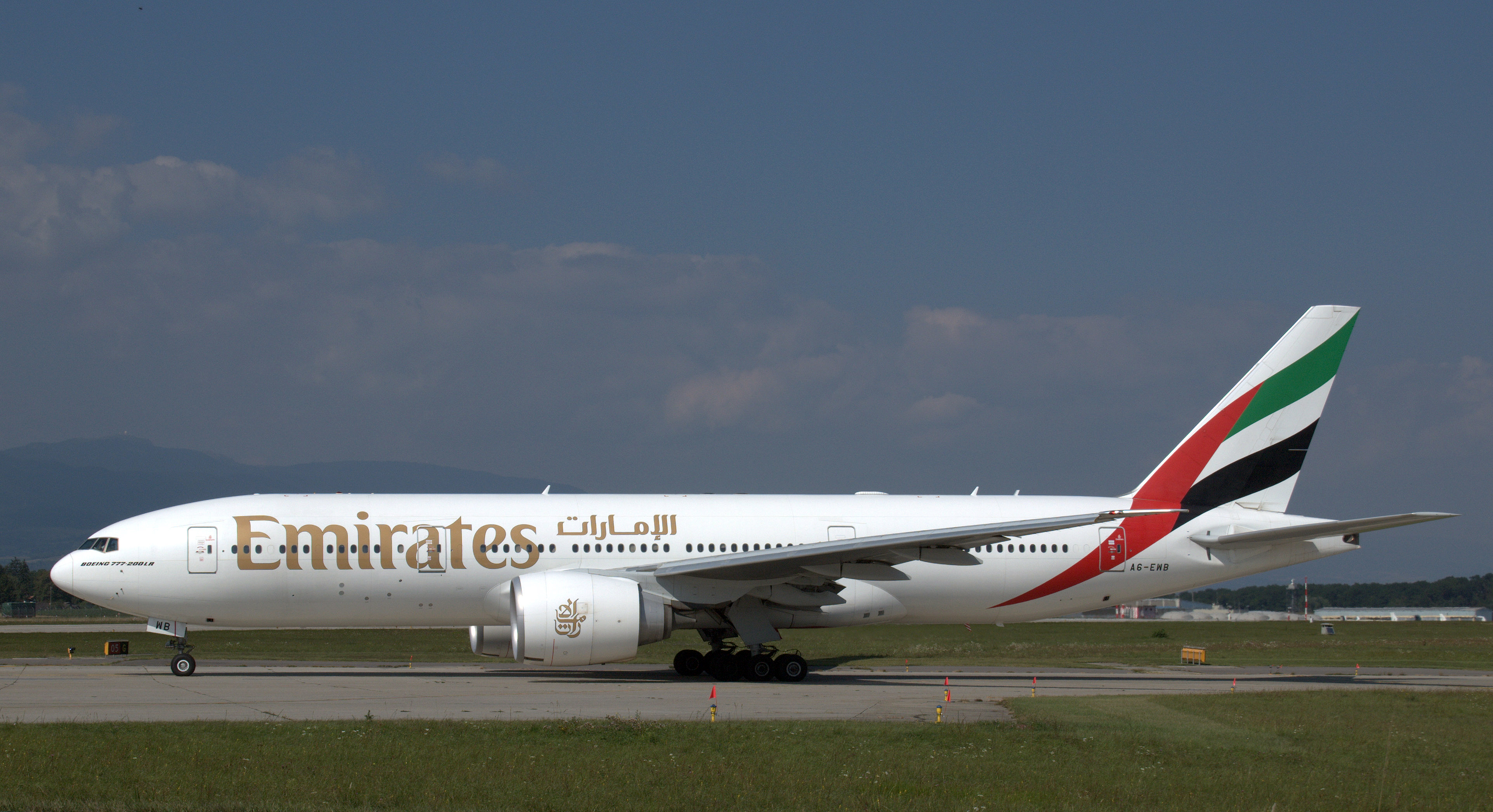
Boeing 777-200LR (Emirates)
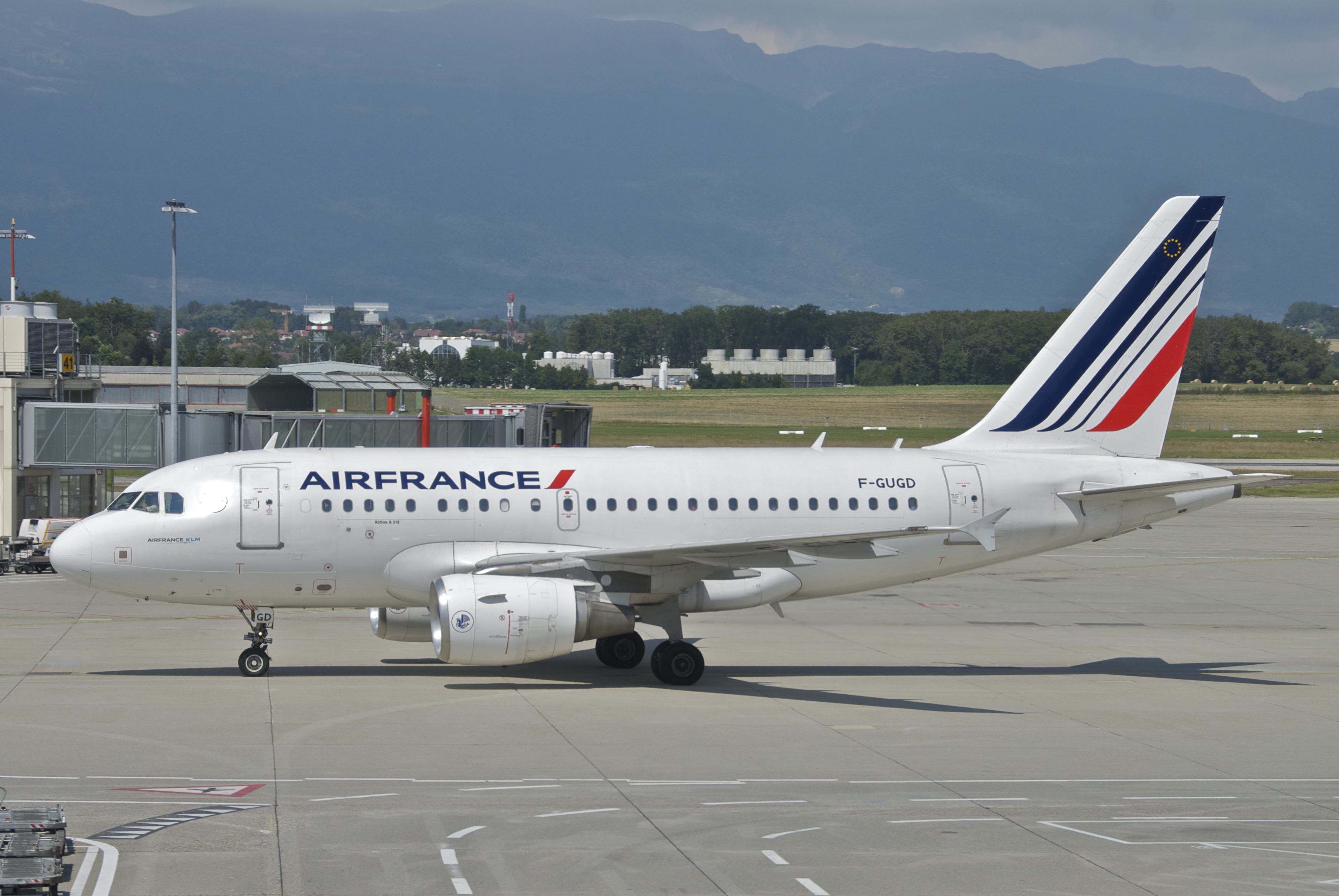
Airbus A318 (Air France)
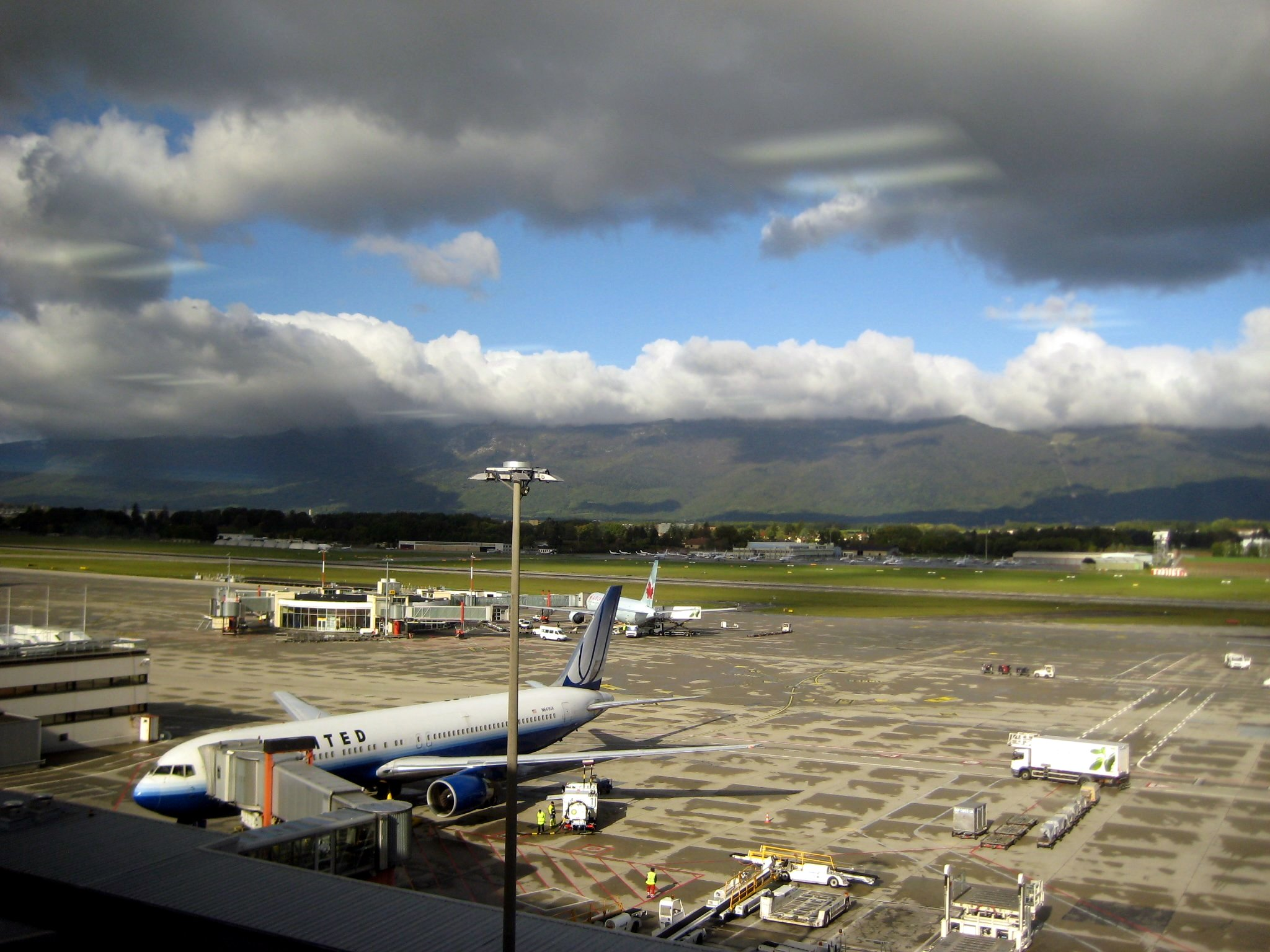
Boeing 767 (United Airlines)
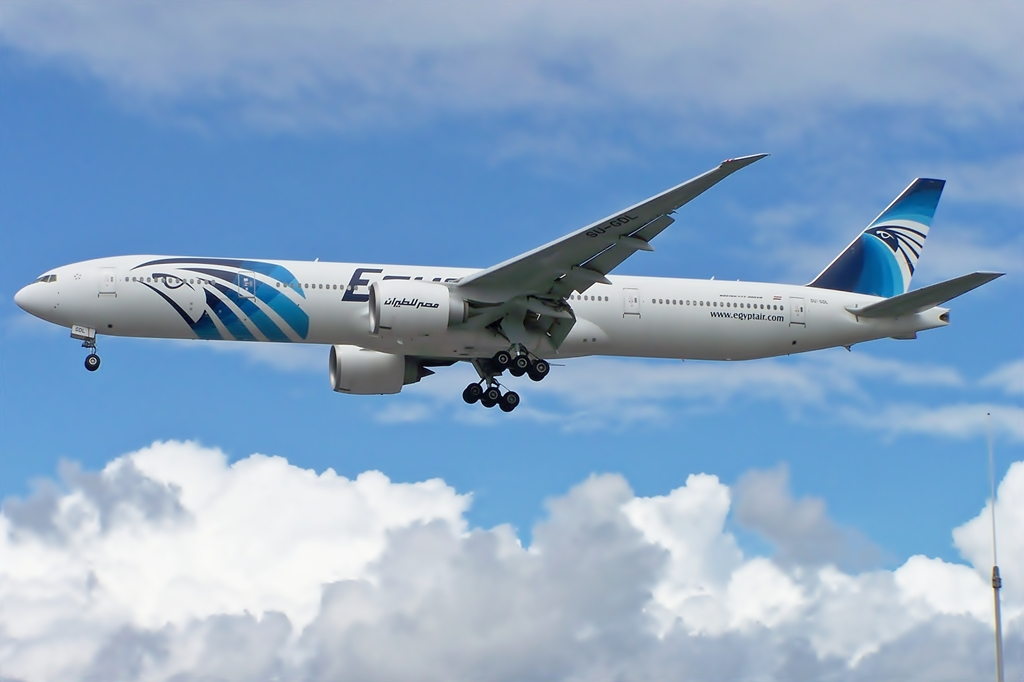
Boeing 777 (EgyptAir)

## Fenntartó
A repülőteret a Genève Aéroport nevű autonóm közvállalat üzemelteti, amely Genf kanton tulajdonában áll.

## Utalások a populáris kultúrában
- A repülőtér régi épülete megjelenik a Tintin kalandjai egyik történetében, A Tournesol-incidensben.[35]

## Galéria

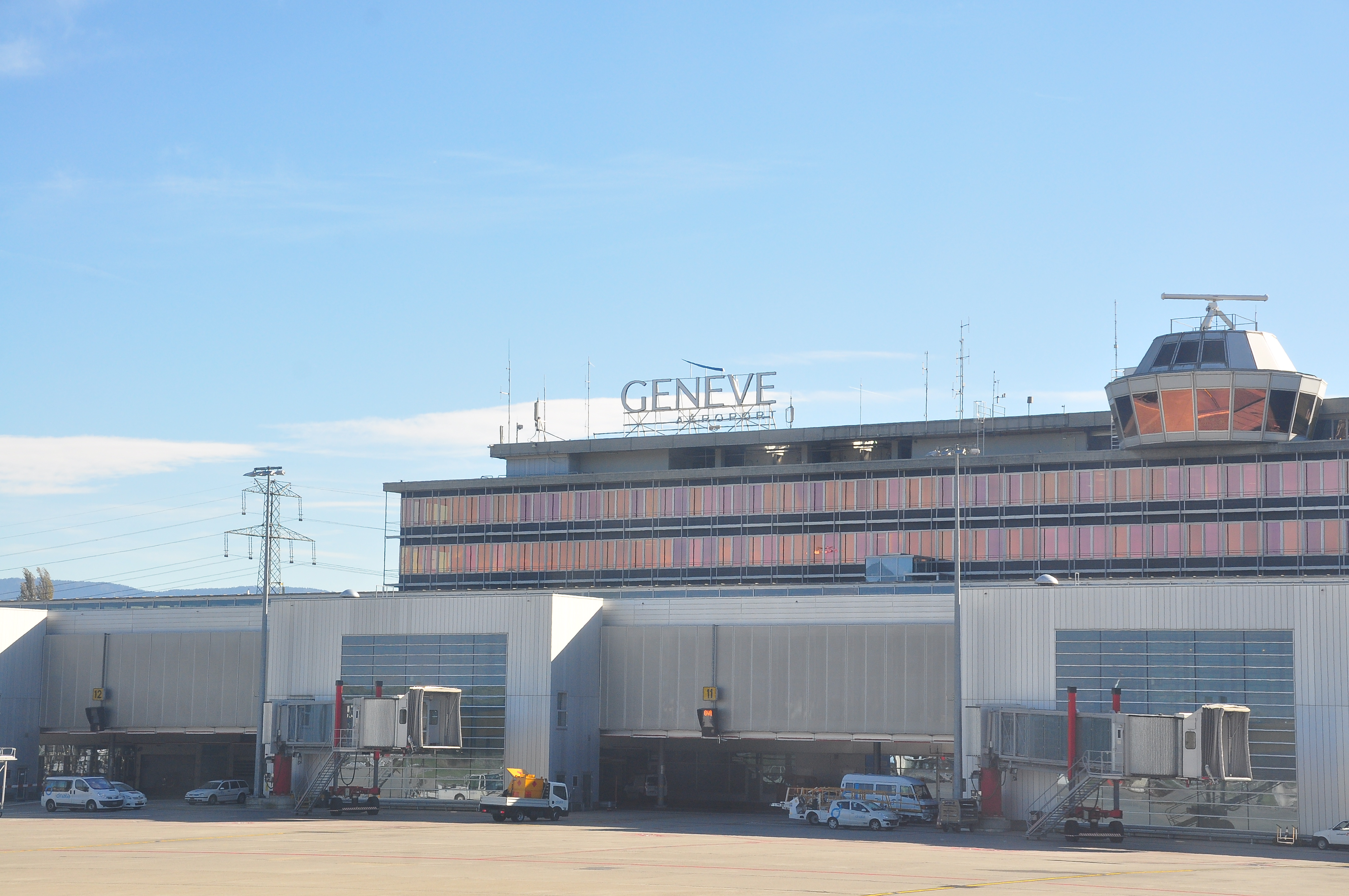
A repülőtér 2013-ban
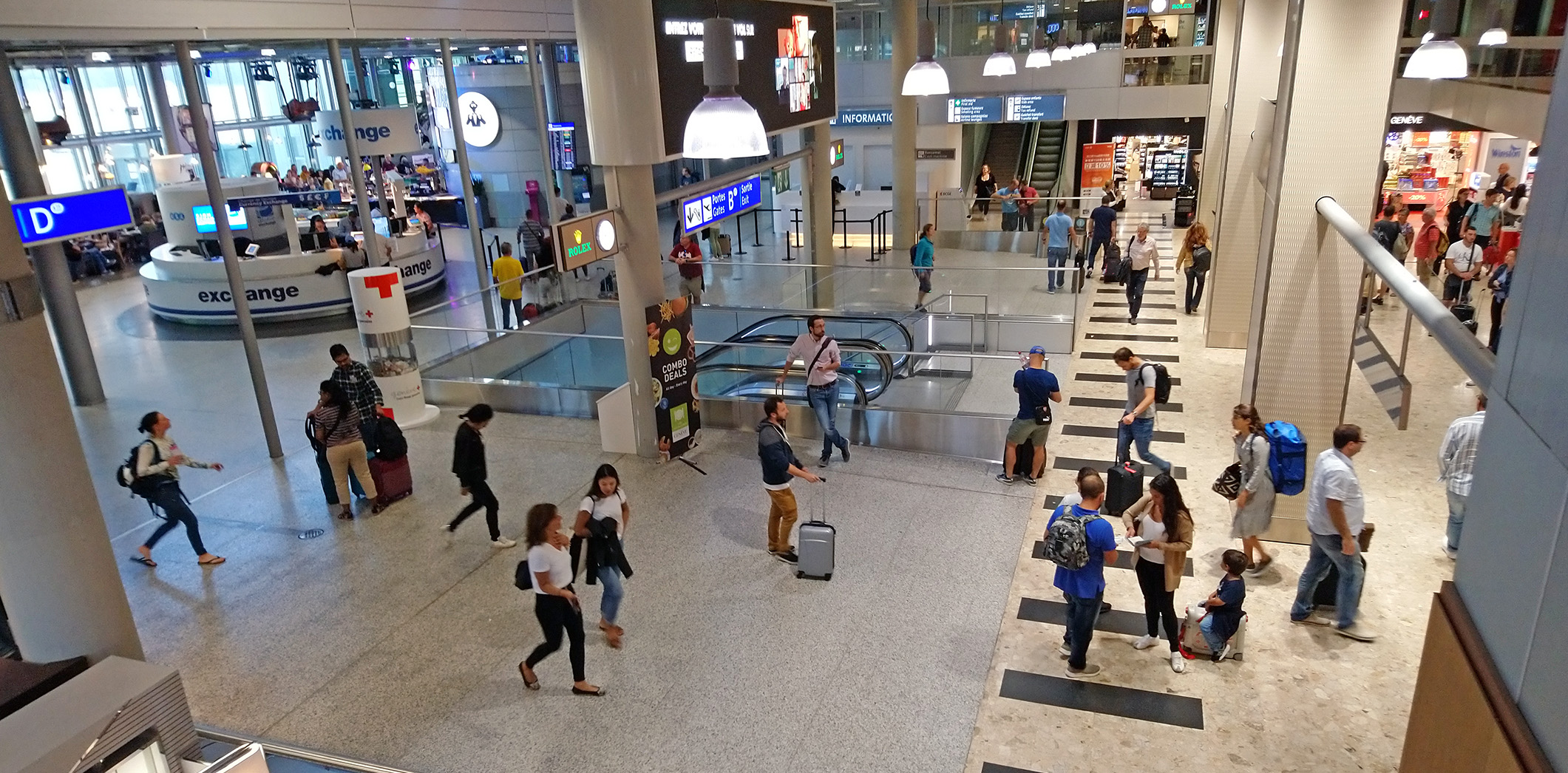
Genf-Cointrin belülről
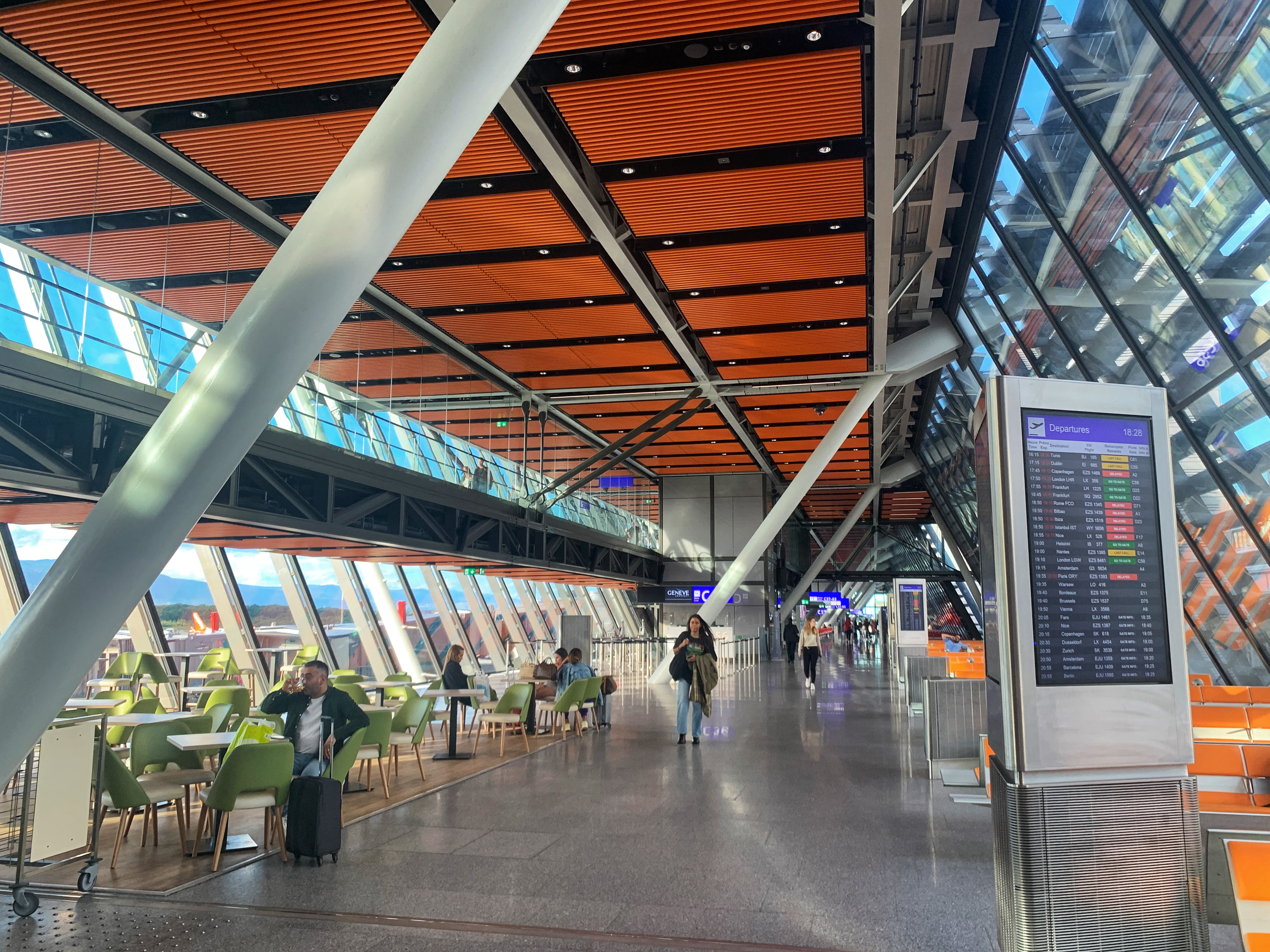
Az 1-es terminál keleti szárnya
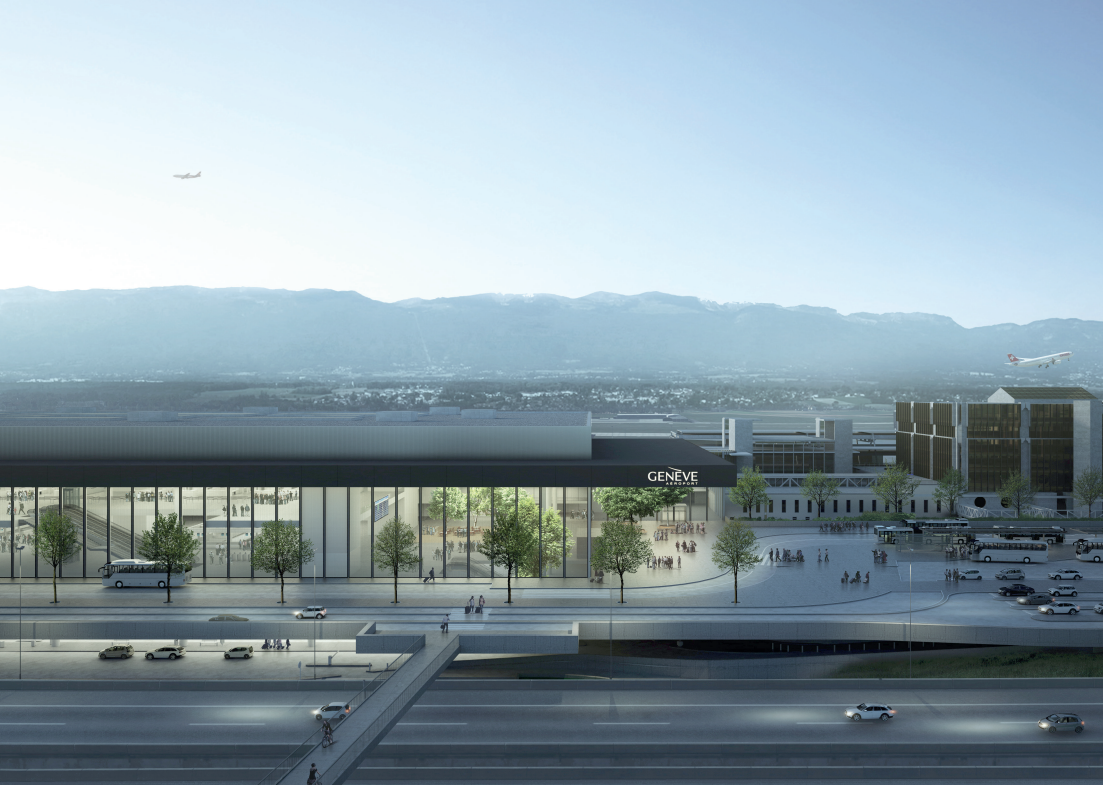
A genfi nemzetközi repülőtér tervezett új terminálja[m 1]